# 千種忠治
千種 忠治（ちくさ ただはる）は、戦国時代の武将。南北朝時代に活動した千種忠顕の末裔。

## 概要
北勢の千種氏は北勢四十八家の一つで、伊勢国三重郡千種城を拠点とした一族。
弘治元年（1555年）に近江国の六角義賢の家臣である小倉三河守が千種城を攻めた際に、忠治勢はこれを防ぎ、義賢側から和睦の申し出があったため停戦した。その際、六角氏の家臣である後藤賢豊の弟が忠治の養子となり、千種三郎左衛門忠基を名乗っている。
その後、忠治に実子・千種又三郎が生まれ、忠治は又三郎に家督を継がせることを望んだため、忠基と対立し千種城を追放された。その後は六角氏の元に身を寄せた、桜一色村に退去した、血縁関係にあった萱生城主の春日部大膳や星川城主の春日部若狭守と千種城を奪還したなど様々な記録があり不明であるものの、永禄11年（1568年）の織田信長による伊勢平定戦の際には又三郎が滝川一益軍に属している。しかし、一益は又三郎が六角氏と内通していることを疑い又三郎を殺害した。この時、忠治は出家し卜斎を名乗り死を免れている。後に忠治は津城の富田信高の親族（子か甥）を養子とし、千種又三郎顕理と名乗らせた。
養子の顕理は織田信雄・豊臣秀吉・豊臣秀頼に仕え、慶長20年（1615年）の大坂夏の陣で戦死している。
『地下家伝』によると、顕理の子孫は曼殊院門跡の坊官となったとされ、顕理-良由-尚堅-尚宣-啓迪-啓道-啓般-啓遵-讓中と幕末まで続いている。